# لیندا کلارک
لیندا گیل کلارک (انگلیسی: Lynda Gail Clarke؛ متولد ۱۹۵۶) اسلام‌شناس و ایران‌شناس کانادایی و استاد ادیان و فرهنگ در دانشگاه کنکوردیا است. وی به خاطر کارهایش در مورد تشیع شناخته شده و برگزیده جایزه بین‌المللی فارابی است.

## آثار
- زنان با نقاب صحبت می‌کنند: مطالعه نقاب در کانادا، کانادا: شورای زنان مسلمان کانادا، ۲۰۱۳
- قانون خانواده اسلامی و کانادایی: یک مقدمه تطبیقی، با P. Cross , CCMW، ۲۰۰۶
- میراث شیعه: مقاله‌هایی در مورد سنت‌های کلاسیک و مدرن، ویرایش و ترجمه با ۵ مقاله مقدماتی، گلوبال، SUNY، ۲۰۰۱